# Кметик Володимир Іванович
Володимир Іванович Кметик (нар. 23 липня 1960, село Сопіт, нині Стрийського району, Львівської області) — український актор дубляжу, керівник і власник телеканалу «Малятко TV», директор анімаційної студії «Фрески».

## Біографія
Володимир народився 23 липня 1960 року в селі Сопіт, нині Стрийського району, Львівської області.
Випускник математичного факультету Львівського державного університету імені Івана Франка.
Працював директором української кіностудії «Галичина-фільм» (Львів, 1990—1995), генеральним директором Львівської обласної державної ТРК (1995—1996), заступником голови Держтелерадіо України (1998—2000), 1-м віце-президентом НТКУ (2002—2004).
Продюсував документальні («Василь Стус», «Люди з номерами», «Українська архітектура Львова» тощо) та художні («Нам дзвони не грали…», «Амур і Демон») фільми.
Сценарист і постановник документальних фільмів «Від рідної до української», «Синдром набутих дефіцитів», «Попіл наших сердець». Співавтор документального фільму «Україна в Другій світовій війні» (виробництво — Канада).
З 2005 року — директор анімаційної студії «Фрески» (Київ).
З 2009 по 2023 рік — засновник і власник телекомпанії «Малятко TV».
За постановку анімаційних фільмів «Старі казки, по-новому переказані» відзначений 1-ю премією в жанрі «Телебачення» на I Міжнародному конкурсі політичної сатири (Київ, 2002).

## Фільмографія
- Лис Микита (2007) — Лис Микита